# Reino Unido en los Juegos Olímpicos de México 1968
El Reino Unido estuvo representado en los Juegos Olímpicos de México 1968 por un total de 225 deportistas que compitieron en 16 deportes.  
El portador de la bandera en la ceremonia de apertura fue el atleta Lynn Davies.

## Medallistas
El equipo olímpico británico obtuvo las siguientes medallas:
| Nombre | Deporte   | Competición                |
| --- | --------- | -------------------------- |
| Oro |           |                            |
| David Hemery                                                                                               | Atletismo | 400 m vallas M             |
| Chris Finnegan                                                                                             | Boxeo     | Medio (75 kg) M            |
| Derek Allhusen (Lochinvar) Richard Meade (Cornishman V) Reuben Jones (The Poacher) Jane Bullen (Our Nobby) | Hípica    | Concurso completo por eqs. |
| Bob Braithwaite                                                                                            | Tiro      | Foso M                     |
| Rodney Pattisson Iain MacDonald-Smith                                                                      | Vela      | Flying Dutchman M          |
| Plata |           |                            |
| Lillian Board                                                                                              | Atletismo | 400 m F                    |
| Sheila Sherwood                                                                                            | Atletismo | Salto de longitud F        |
| Marion Coakes (Stroller)                                                                                   | Hípica    | Saltos ind.                |
| Derek Allhusen (Lochinvar)                                                                                 | Hípica    | Concurso ind.              |
| Martyn Woodroffe                                                                                           | Natación  | 200 m mariposa M           |
| Bronce |           |                            |
| John Sherwood                                                                                              | Atletismo | 400 m vallas M             |
| David Broome (Mr. Softee)                                                                                  | Hípica    | Saltos ind.                |
| Robin Aisher Paul Anderson Adrian Jardine                                                                  | Vela      | 5.5 Metre M                |